# Arlington Heights (Ohio)

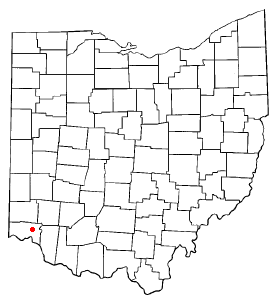
Arlington Heights na planie stanu Ohio

Arlington Heights – wieś w USA, w stanie Ohio, w hrabstwie Hamilton. Miejscowość powstała w roku 1883. Obecnie (2014) burmistrzem jest Steve Surber, a sołtysem Kevin Kaiser.
Liczba mieszkańców w 2010 roku wynosiła 745, a w roku 2012 wynosiła 742.